# Meilyr Jones
Meilyr Jones je velšský hudebník (multiinstrumentalista).

## Kariéra
Byl dlouholetým členem skupiny Race Horses (původním názvem Radio Luxembourg), která v roce 2013 ukončila svou činnost. Rovněž spolupracoval s dalším Velšanem, Eurosem Childsem. Hrál na jeho albech Bore Da, The Miracle Inn (obě vyšla roku 2007) a Summer Special (2012). Spolupráci s Childsem si zopakoval v roce 2012 na albu First Cousins projektu s názvem Cousins. Na nahrávce se dále podíleli Stephen Black a Aisha Orazbayeva. Rovněž přispěl na album Cyrk velšské zpěvačky Cate Le Bon, jež vyšlo roku 2012. K písni „How to Recognise a Work of Art“ byl natočen videoklip, na němž spolupracoval s režisérem Wilsem Wilsonem. V březnu 2016 vydal své první dlouhohrající sólové album nazvané 2013. Rovněž vystupoval při turné skupiny Neon Neon v rámci propagace jejího alba Praxis Makes Perfect. Zpíval jak v angličtině, tak i ve velštině. Hraje na více nástrojů, včetně baskytary a různých klávesových nástrojů.

## Diskografie

### Sólová
- 2013 (2016)
- Nimesis / Live at the Round Chapel, Hackney (2017)

### Ostatní
- Diwrnod Efo'r Anifeiliaid (Radio Luxembourg, 2007)
- Bore Da (Euros Childs, 2007)
- The Miracle Inn (Euros Childs, 2007)
- Goodbye Falkenburg (Race Horses, 2010)
- Furniture (Race Horses, 2012)
- Summer Special (Euros Childs, 2012)
- Cyrk (Cate Le Bon, 2012)
- First Cousins (Cousins, 2012)